# Special Olympics Bangladesch
Special Olympics Bangladesch (englisch: Special Olympics Bangladesh) ist der bangladeschische Verband von Special Olympics International, der weltweit größten Sportbewegung für Menschen mit geistiger Beeinträchtigung und Mehrfachbeeinträchtigung. Ziel ist die sportliche Förderung dieser Personengruppe und die Sensibilisierung der Gesellschaft für sie. Außerdem betreut der Verband die bangladeschischen Athletinnen und Athleten bei den Special Olympics Wettbewerben.

## Geschichte
Special Olympics Bangladesch wurde 1994 mit Sitz in Dhaka gegründet.

## Aktivitäten
2017 waren 66.396 Athletinnen, Athleten und Unified Partner sowie 3366 Trainer bei Special Olympics Bangladesch registriert.
Der Verband nahm 2018 an den Programmen Athlete Leadership, Healthy Athletes, Young Athletes, Motor Activities Training Program (MATP), Fitness Program, Healthy Communities und Family Support Network teil, die von Special Olympics International ins Leben gerufen worden waren.

### Sportarten
Folgende Sportarten wurden 2018 vom Verband angeboten:
- Badminton (Special Olympics)
- Basketball (Special Olympics)
- Boccia (Special Olympics)
- Cricket
- Floor Hockey (Special Olympics)
- Fußball (Special Olympics)
- Handball (Special Olympics)
- Leichtathletik (Special Olympics)
- Schwimmen (Special Olympics)
- Tischtennis (Special Olympics)
- Volleyball (Special Olympics)

### Teilnahme an Weltspielen vor 2020
(Quelle: )
- 2007 Special Olympics World Summer Games, Shanghai, China
- 2013 Special Olympics World Winter Games, PyeongChang, Südkorea (16 Athletinnen und Athleten)
- 2015 Special Olympics World Summer Games, Los Angeles, USA (59 Athletinnen und Athleten)
- 2017 Special Olympics World Winter Games, Graz-Schladming-Ramsau, Österreich
- 2019 Special Olympics, World Summer Games, Abu Dhabi (103 Athletinnen und Athleten)[2]

### Teilnahme an den Special Olympics World Summer Games 2023 in Berlin
Special Olympics Bangladesch nahm an den Special Olympics World Summer Games 2023 teil. Die Delegation wurde vor den Spielen im Rahmen des Host Town Program vom Enzkreis betreut und bestand aus 114 Personen. Das Team gewann bei diesen Weltspielen 24 Gold-, vier Silber- und fünf Bronzemedaillen.

### Teilnahme an Weltspielen nach 2023
- 2025 Special Olympics World Winter Games, Turin, Italien (8 Athletinnen und Athleten)[6]